# Европейская организация по разработке ракет-носителей

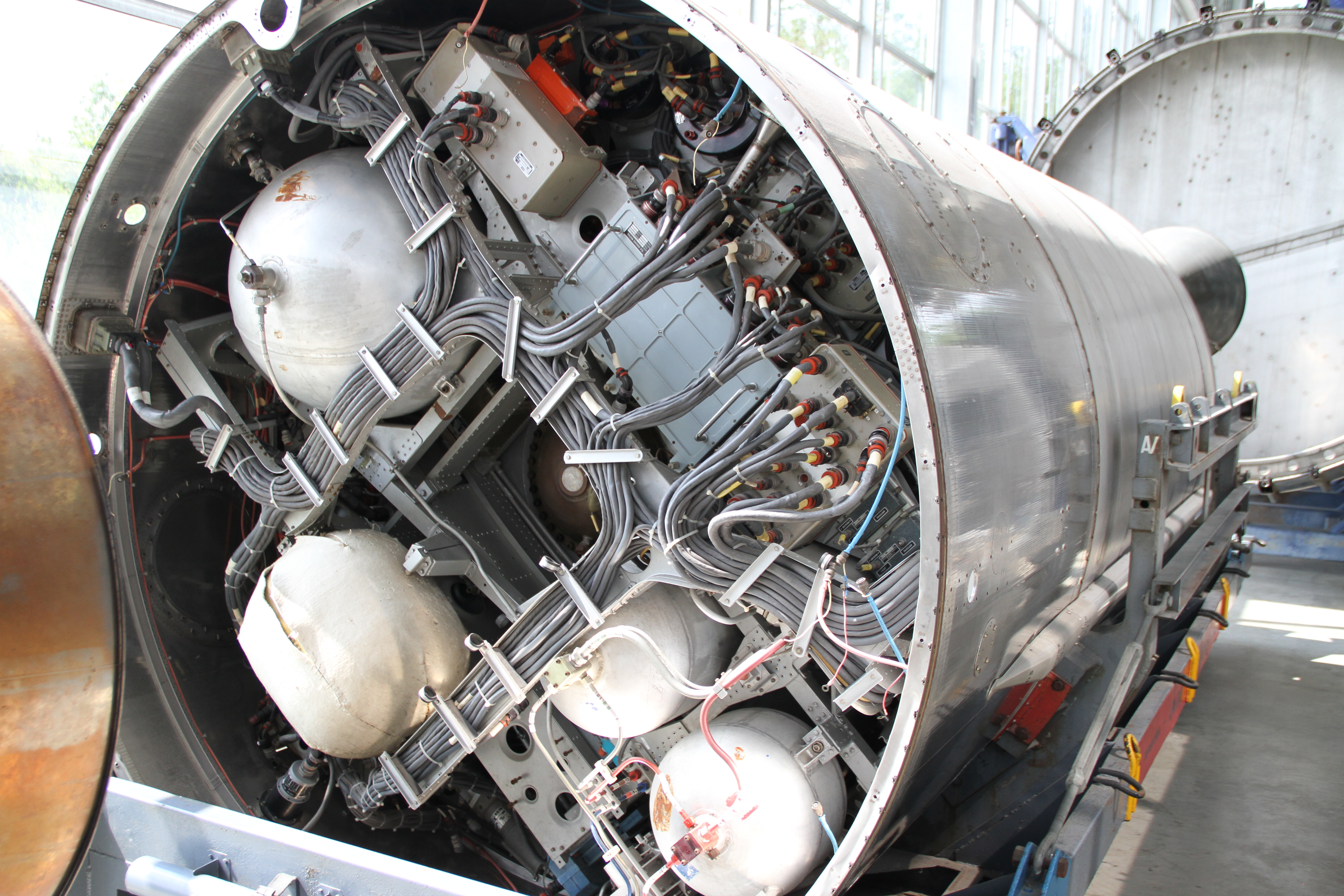
Корали

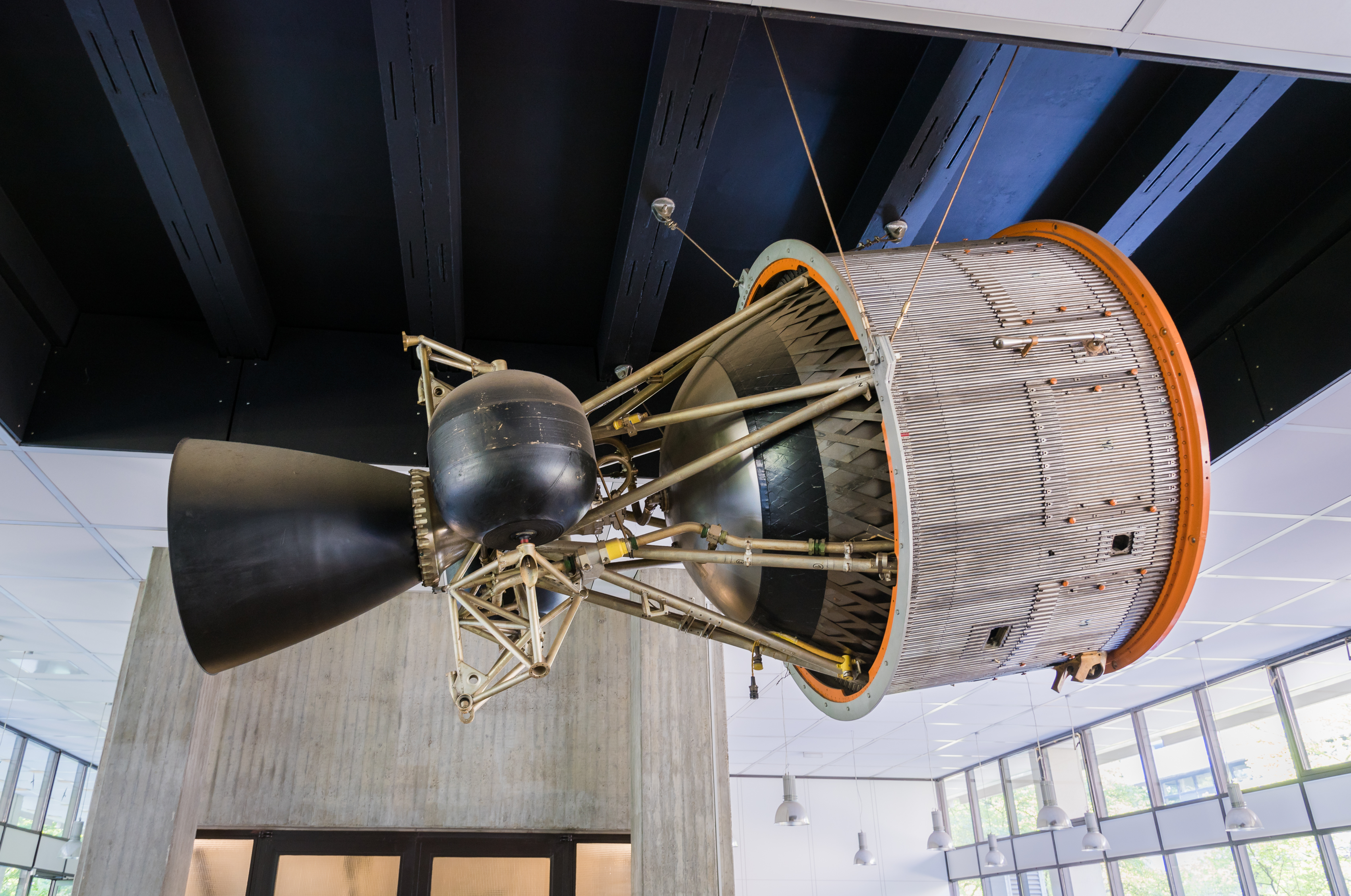
Астрис

Европейская организация по разработке ракет-носителей — бывшая Европейская организация космических исследований. Организация была первоначально создана для создания ракеты-носителя со спутником для Европы. По результатам работы организации была спроектирована трехступенчатая ракета, которая получила название «Европа» в честь мифического греческого бога. Всего было произведено 10 пусков, которые осуществлялись при финансировании европейской организации по разработке ракет-носителей. В организацию входили следующие страны: Бельгия, Великобритания, Франция, Германия, Италия и Нидерланды. Австралия является ассоциированным членом этой организации. Первоначально космодром находился в Вумера, Австралия, но позже был перенесен на французский полигон Куру- во Французской Гвиане. После отмены программы «голубая полоса» в 1960 году была создана эта ракетная программа. В 1974 году, после неудачного запуска спутника, программа была объединена с Европейской организацией космических исследований, чтобы сформировать Европейское космическое агентство.

## История создания
После неудачи с запуском британской ракеты «голубая полоса», Британия пожелала использовать ее готовые части для запуска в космос, чтобы сократить потери. В 1961 году Великобритания и Франция объявили, что они объединятся для работы над пусковой установкой, которая будет способна отправить в космос однотонный спутник. Позднее это сотрудничество было включено в Конвенцию Европейской организации по разработке ракет-носителей, к которой должны были присоединиться Италия, Бельгия, Западная Германия, Нидерланды и Австралия. Австралия как член Британского Содружества Наций и союзник военного времени, предоставила малонаселенный полигон для испытаний и разработки ракетных пусковых установок в Вумера, Южная Австралия. Первоначальная задача этой организации состояла в том, чтобы разработать космическую программу исключительно для Европы, исключая ООН или любую другую внешнюю страну.

## История запусков ракет-носителей
В целом европейская организация по разработке ракет-носителей запланировала одиннадцать пусков, из которых только десять фактически состоялись. Из девяти фактических запусков четыре были успешными. Четыре других запуска были неудачными, еще один был прекращен. Первый запуск, F-1, состоялся 5 июня 1964 года, который испытал только первую ступень запуска и завершился успехом. Оба F-2 и F-3, которые произвели 20 октября 1964 года и 22 марта 1965 года в соответствующие даты, еще раз испытали только первую ступень и оба были успешными. Четвертый пуск, F-4, состоялся 24 мая 1966 года. При этом пуске испытывалась только первая ступень ракеты с муляжами ступеней 2 и 3. Этот полет был прерван через 136 секунд после начала испытания. Пятый пуск, F-5, состоялся 13 ноября 1966 года. Пятый запуск был нацелен на выполнение той же задачи, что и F-4, и был успешным. Шестой пуск, F-6/1, состоялся 4 августа 1967 года. Этот запуск имел активную первую и вторую ступени с фиктивной третьей ступенью и спутником. На этом старте вторая ступень не загорелась и оказалась неудачной. Седьмой пуск, F-6/2, состоялся 5 декабря 1967 года. Он стремился выполнить ту же задачу, что и F-6/1, но первая и вторая ступени не разделялись. Восьмой пуск, F-7, состоялся 30 ноября 1968 года. На этом старте были задействованы все три ступени и установлен спутник. После того, как вторая ступень воспламенилась, третья ступень взорвалась. Девятый запуск, F-8, состоялся 3 июля 1969 года, основной целью которого было повторить задачи запуска F-7, но закончился так же. Десятый запуск, F-9, состоялся 12 июня 1970 года, и все ступени были активны с установленным спутником. В этом запуске все этапы прошли успешно, но спутник не вышел на орбиту. После этого запуска ELDO начал терять средства и членов и в конечном итоге был поэтапно включен в ESRO, чтобы создать ESA.
После того как F-10 был отменен, было решено, что космодром Вумера не подходит для вывода спутников на геосинхронную орбиту. В 1966 году было решено переехать на французское место Куру в Южной Америке.